# 1688 en science
| Années de la science : 1685 - 1686 - 1687 - 1688 - 1689 - 1690 - 1691    |
| Décennies de la science : 1650 - 1660 - 1670 - 1680 - 1690 - 1700 - 1710 |

Cet article présente les faits marquants de l'année 1688 en science.

## Évènements
- 30 avril : éclipse de soleil, observée par Phra Narai (le roi) et des missionnaires jésuites, dans le royaume d'Ayutthaya (Siam, actuelle Thaïlande)[1].

- Gottfried Kirch crée la constellation du sceptre de Brandenburg[2].

## Publications
- Caspar Bartholin le Jeune : Quæstionum philosophicarum circa rerum naturalium examen ratione et experientia firmatum.
- Thomas Goüye : Observations physiques et mathématiques pour servir à l'histoire naturelle et à la perfection de l'astronomie et de la géographie : envoyées de Siam à l'Académie Royale des Sciences à Paris[3].
- Sangyé Gyatso : Béryl Bleu, traité de médecine tibétaine écrit en 1687–1688.
- William Salmon : Doron medicum or A supplement to the new London dispensatory in III books.

## Naissances
- 28 janvier : Emmanuel Swedenborg (mort en 1772), Suédois, scientifique et inventeur durant la première partie de sa vie.
- 4 avril : Joseph-Nicolas Delisle (mort en 1768), astronome et cartographe français.
- 14 août : Johann Leonhard Rost (de) (mort en 1727), astronome allemand.
- 26 septembre : Willem Jacob's Gravesande (mort en 1742), juriste et diplomate des Provinces-Unies, passionné de science et d'expérimentation.
- 15 novembre : Louis Bertrand Castel (mort en 1757), jésuite français, mathématicien et physicien.

- Christophe-Bernard de Bragelongne (mort en 1744), prêtre et mathématicien français.

## Décès
- 28 janvier : Ferdinand Verbiest (né en 1623), astronome jésuite flamand en Chine.
- 8 mars : Honoré Fabri (né en 1607), mathématicien, théologien jésuite, physicien et polémiste français.
- 26 juin : Ralph Cudworth (né en 1617), philosophe anglais, membre de l'école des Platoniciens de Cambridge. En particulier connu pour être l'auteur du néologisme consciousness, repris par Locke (1792–1856), et traduit en français par conscience.
- 9 octobre : Claude Perrault (né en 1613), architecte et physicien français.
- 11 novembre : Jean-Baptiste de La Quintinie (né en 1624), jardinier et agronome français.